# Dorfkirche Atterwasch

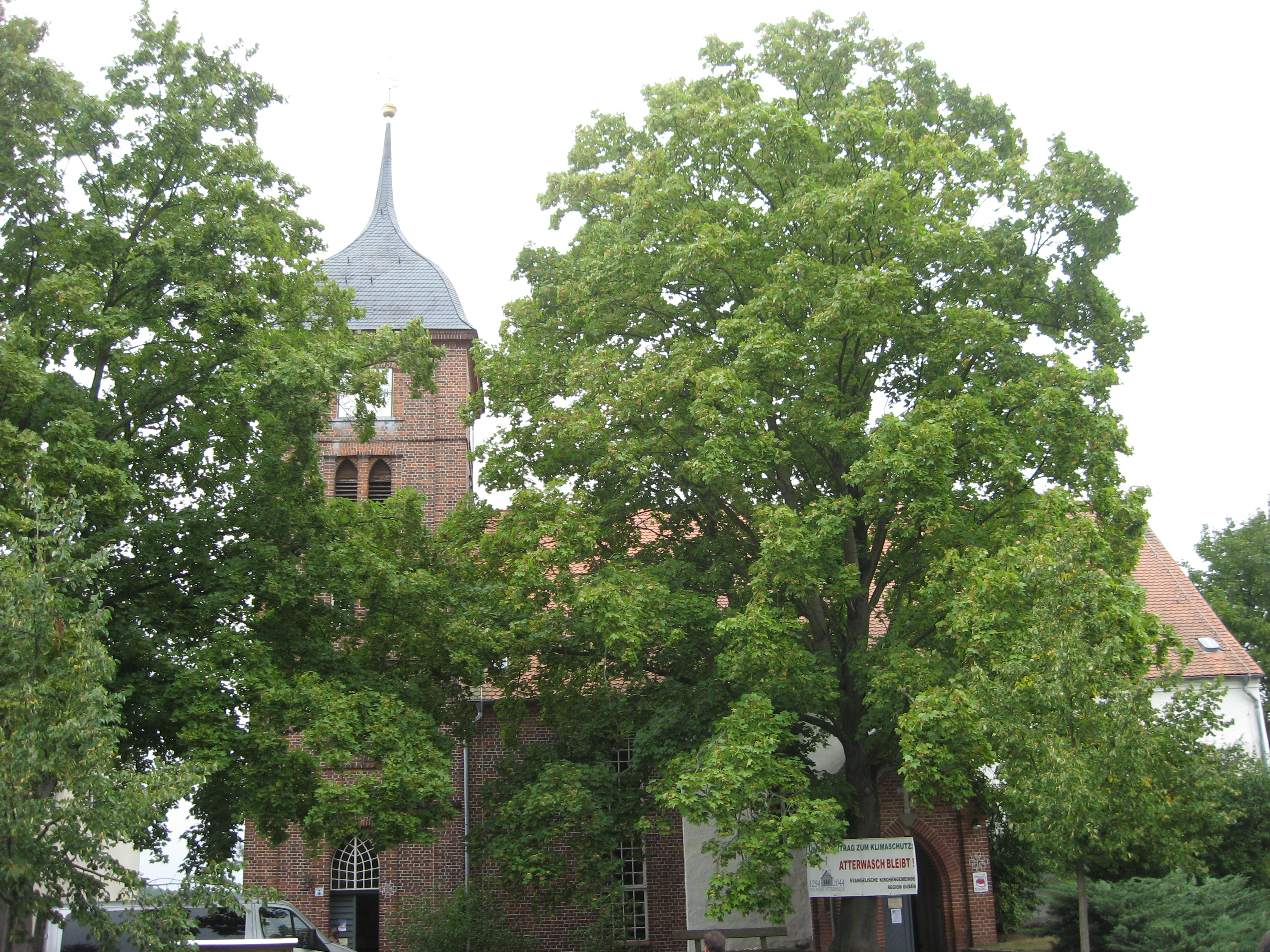
Dorfkirche Atterwasch (2011)

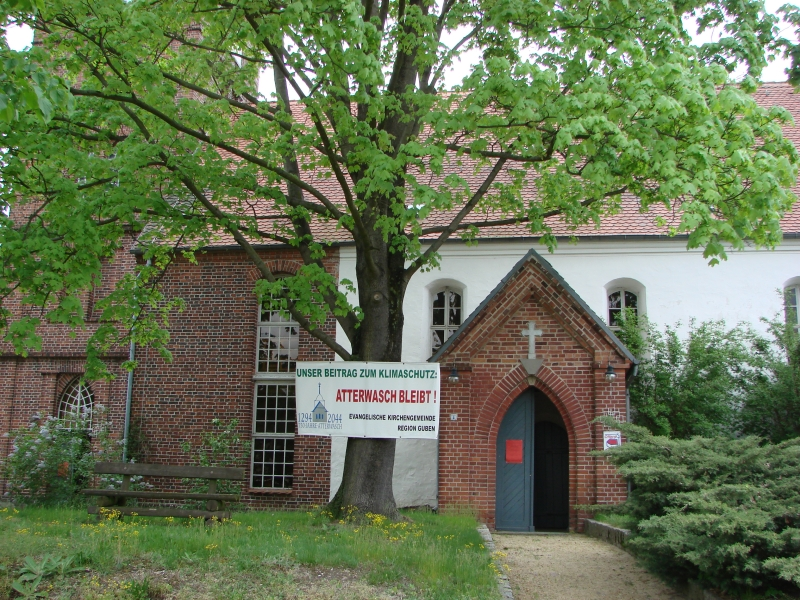
Blick auf das Kirchenschiff und die Vorhalle (2012)

Die Dorfkirche Atterwasch ist das Kirchengebäude im Ortsteil Atterwasch der Gemeinde Schenkendöbern im Landkreis Spree-Neiße in Brandenburg. Es gehört der Kirchengemeinde Region Guben im Kirchenkreis Cottbus, der Teil der Evangelischen Kirche Berlin-Brandenburg-schlesische Oberlausitz ist. Die Kirche steht unter Denkmalschutz.

## Architektur und Geschichte
Die Atterwascher Dorfkirche befindet sich in der Ortsmitte, nördlich der Landesstraße 46. Gegen Ende des 13. oder Anfang des 14. Jahrhunderts errichtet und ist im Kern eine mittelalterliche Kirche aus Feldstein. Als Pfarrei wurde Atterwasch bereits am 27. September 1294 erstmals erwähnt. In der Ostwand der Kirche befindet sich eine rundbogige Dreifenstergruppe. Die Ostwand sowie Teile der Längswände stammen vermutlich noch aus der Bauzeit. Während des Dreißigjährigen Krieges wurde die Dorfkirche Atterwasch zerstört. Im Zuge des Wiederaufbaus wurde die Kirche barockisiert, das Kirchenschiff verputzt und die Fenster mit Stichbogen versehen. Im Innenraum wurde die Holztonne durch eine flache Balkendecke ersetzt. 1685 wurde die Kirche neu geweiht. Ab 1840 wurde die Kirche nach Westen erweitert und der fünfgeschossige Westturm aus Backstein wurde angebaut. Der Turm ist mit einer Schweifhaube abgeschlossen.
Zuletzt erfolgte in der zweiten Hälfte des 19. Jahrhunderts der Anbau einer Südvorhalle mit Satteldach. An der Kirche sind heute die verschiedenen Bauabschnitte zu erkennen. Der mittelalterliche Teil ist kürzer als das heutige Gebäude und weiß verputzt. Westlich schließt sich der Erweiterungsbau aus roten Sichtbacksteinen an. An der Südseite befinden sich drei schmale Segmentbogenfenster. An der Nordwand befinden sich zwei weitere, etwas breitere Segmentbogenfenster. Die Dreifenstergruppe in der Ostwand wurde im 17. Jahrhundert verbreitert. Über den Fenstern befindet sich im Putz ein Kreuz sowie die Jahreszahl 1685, die auf den Neubau der Kirche hindeutet. An der Erweiterung des Kirchenschiffs befindet sich an den Längsseiten jeweils ein hohes Segmentbogenfenster, das sich fast über die gesamte Höhe erstreckt. Der Kirchturm hat an den Ecken Lisenen und ist in der Höhe der Geschosse jeweils durch Gesimse gegliedert. An der West-, Ost- und Südseite des Obergeschosses ist jeweils eine quadratische Uhr angebracht, an der Nordseite des Turms befindet sich ein Doppelfenster. Im Glockengeschoss befinden sich auf allen Seiten paarweise angeordnete Klangarkaden.
Im Inneren hat die Dorfkirche Atterwasch eine barocke Westempore. Die früher in der Kirche vorhandene Nordempore wurde 1988 entfernt. Die gemalten Wappen wurden an der erhaltenen Empore angebracht, die im Zuge der Umbaumaßnahmen um 1,20 Meter nach hinten versetzt wurde. In der Westwand befindet sich ein in Backstein gerahmtes Sakramentshäuschen aus dem 15. Jahrhundert. Die Wände sind weiß verputzt. Die Südvorhalle und das Kirchenschiff sind durch einen spitzbogigen Durchgang voneinander getrennt.
Das Dorf Atterwasch war zeitweise für die Devastierung durch den Braunkohletagebau Jänschwalde vorgesehen, was in der Folge auch den Abriss der Dorfkirche bedeutet hätte. Im März 2017 gab der Tagebaueigentümer LEAG bekannt, auf eine Erweiterung des Tagebaus zu verzichten, womit das Dorf und die Kirche erhalten bleiben.

## Ausstattung

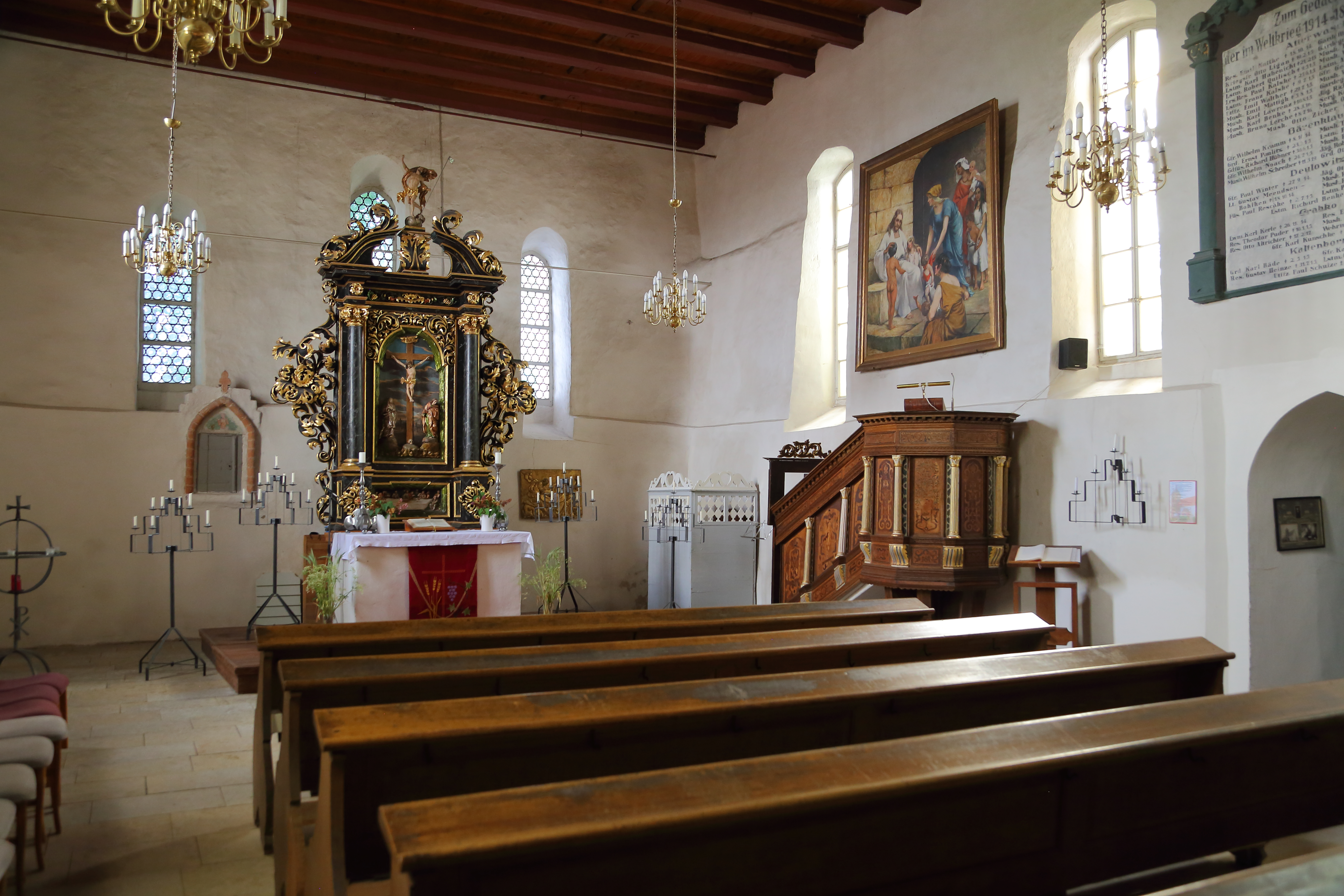
Innenraum mit Kanzel und Altar (2016)

Der heute in der Kirche vorhandene Altaraufsatz wurde dort im Jahr 1713 aufgestellt, die genaue Herkunft ist unklar. An den Seiten hat der Altar geschnitzte Akanthuswangen, im mit Rundbogen abgeschlossenen Hauptfeld steht eine plastische Kreuzigungsgruppe vor einer aufgemalten Landschaft. In der Predella ist ein Relief des Abendmahls zu sehen. Die Kanzel mit polygonalem Korb an der Südwand wurde im 16. Jahrhundert angefertigt, die Kanzeltür stammt aus dem 17. Jahrhundert. Über der Kanzel Gemälde der Kindersegnung Jesu aus dem Jahr 1920 angebracht.

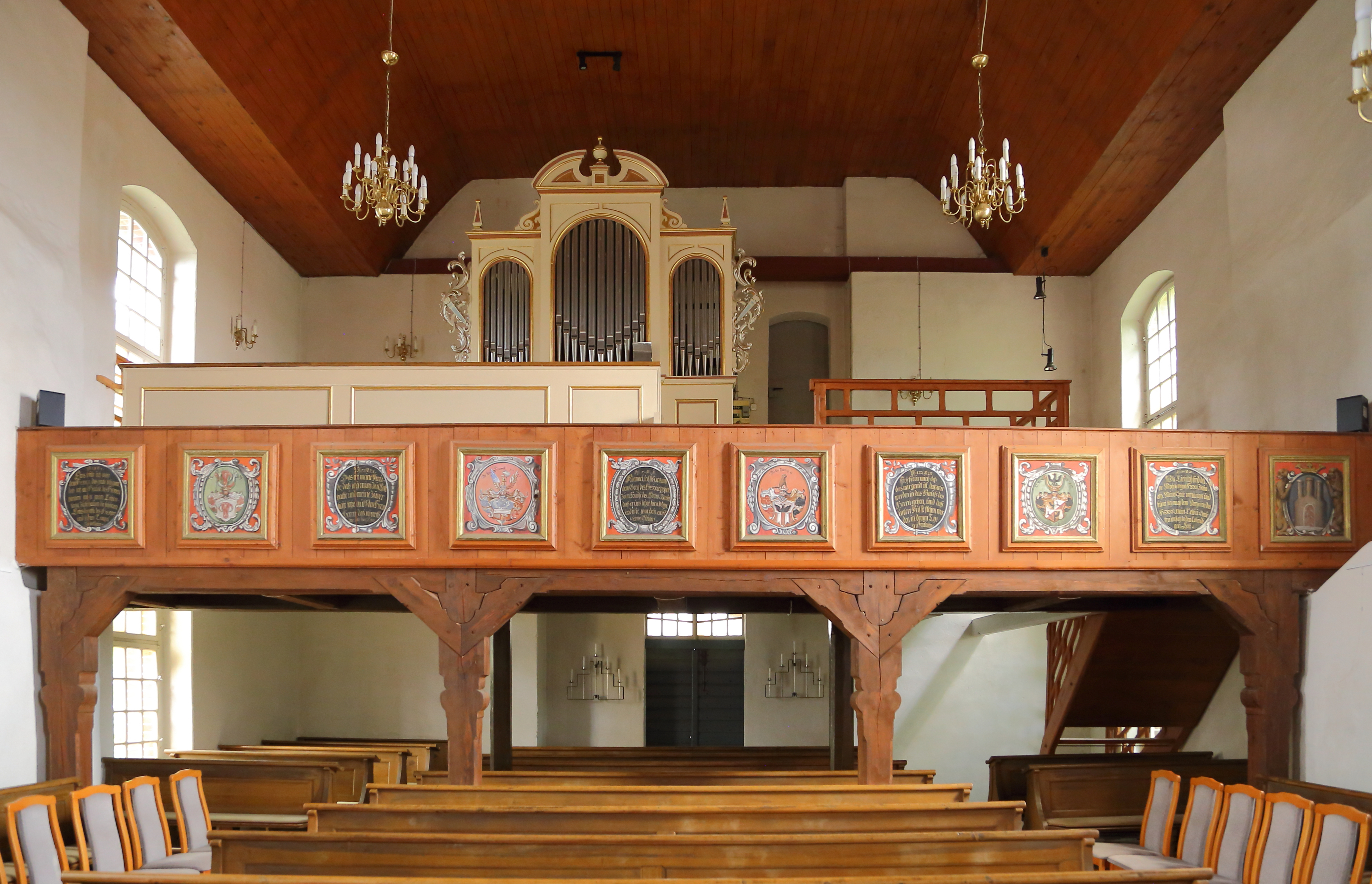
Orgelempore (2016)

Die Wappen- und Spruchtafeln an der Westempore wurden im Jahr 1709 angefertigt. Sie zeigen die Wappen der Herren zu Grünewald und Zabeltitz, denen das Gut Bärenklau unterstand, in Abwechslung mit Psalmversen. An der Südwand erinnert eine Gedenktafel an die gefallenen Einwohner der Dörfer Atterwasch, Bärenklau, Deulowitz, Grabko und Kaltenborn. Die Orgel auf der Westempore wurde im Jahr 1905 von dem Orgelbauer Barnim Grüneberg aus Stettin gefertigt und im Jahr 1991 von Christian Scheffler restauriert. Im Turm befinden sich drei Glocken, die in den Jahren 1465, 1908 und 1991 hergestellt wurden. Die älteste Glocke weist mit einer Gravur auf den Gubener Frieden vom 5. Juni 1465 hin. Die 1908 angefertigte Glocke stammt aus der Gießerei Schilling aus Apolda.

## Kirchengemeinde
Zur früheren Kirchengemeinde Atterwasch gehörten neben dem Pfarrdorf Atterwasch noch die Orte Bärenklau, Deulowitz, Grabko und Kaltenborn. Die Kirchengemeinde war der Superintendentur in Guben bzw. dem Kirchenkreis Guben unterstellt. Diese gehörte bis 1945 zur Evangelischen Landeskirche der älteren Provinzen Preußens und nach deren Zerfall zur Evangelischen Kirche in Berlin-Brandenburg. Am 1. Juli 1998 wurde der Kirchenkreis Guben aus demografischen Gründen aufgelöst, seitdem gehört Atterwasch zum Kirchenkreis Cottbus. Am 1. September 2001 fusionierten die Kirchengemeinden Atterwasch, Grano, Guben, Groß Breesen-Bomsdorf und Kerkwitz zu der neuen Kirchengemeinde Region Guben. Seit 2004 gehört Atterwasch zur Evangelischen Kirche Berlin-Brandenburg-schlesische Oberlausitz.